# Pieve Fissiraga
Pieve Fissiraga é uma comuna italiana da região da Lombardia, província de Lodi, com cerca de 1.302 habitantes. Estende-se por uma área de 12 km², tendo uma densidade populacional de 109 hab/km².
Faz fronteira com Lodi, Lodi Vecchio, Cornegliano Laudense, Borgo San Giovanni, Massalengo, Sant'Angelo Lodigiano, Villanova del Sillaro.

## Demografia
| Variação demográfica do município entre 1861 e 2011                               |
|                                                                                   |
| Fonte: Istituto Nazionale di Statistica (ISTAT) - Elaboração gráfica da Wikipedia |